# John Hamilton (officier)
Pour les articles homonymes, voir John Hamilton et Hamilton.
John Hamilton (2 mars 1714 - 18 décembre 1755) est un officier de la marine britannique, le deuxième fils de James Hamilton (7e comte d'Abercorn) et Anne Plumer.

## Biographie
Il choisit une carrière dans la Royal Navy et sert en Guinée et aux Antilles de 1737 à 1740. Promu capitaine l'année suivante, il sert tout au long de la guerre de Succession d'Autriche, principalement en escortant des convois. En 1742, il reçoit le commandement du HMS Kinsale et capture un corsaire au large de Dieppe le 7 septembre. Il prend le commandement du HMS Augusta en 1744. Son portrait par Joshua Reynolds en 1746 vaut à l'artiste sa renommée initiale.
En 1749, Hamilton épouse Harriet Eliot, fille de James Craggs et veuve de Richard Eliot de Port Eliot (décédé en 1748). Il reste en service actif pendant quelques années après la fin de la guerre en 1748, mais en demi-solde de 1751 à 1755. Il est rappelé dans ses fonctions en tant que commandant du HMS Lancaster et se noie accidentellement dans le port de Portsmouth. Il laisse deux enfants:
- John Hamilton (1er marquis d'Abercorn) (1756-1818)
- Lady Anne Hamilton (c. 1751 - 4 novembre 1764)